# 呉怜勲
呉 怜勲（オ・ヨンフン、韓国語: 오영훈、1969年1月31日〈陰暦1968年12月14日〉 - ）は、韓国の政治家。現済州特別自治道知事。第20代～21代国会議員、共に民主党代表秘書室長。済州特別自治道議会議員などを歴任した。本貫は軍威呉氏。

## 経歴
1968年に済州道南済州郡南元面（現在の西帰浦市南元邑）で生まれた。1987年に西帰浦高等学校を卒業し、済州大学校に入学。1993年には同大学総学生会長を務め、1994年に卒業。1995年に結成された新政治国民会議に結成発起人として参加し、1997年から済州4.3道民連帯事務局長を務めた。2001年に新千年民主党済州地区党副委員長に就任し、2002年6月に実施された第3回全国同時地方選挙で済州特別自治道議会選挙に済州市第1選挙区から立候補するが落選。2003年に開かれたウリ党済州地区党政策室長に任命され、2004年に同党の姜昌一国会議員の補佐官に転じた。
2006年5月30日に実施された済州特別自治道議会選挙に開かれたウリ党候補として済州特別自治道第2選挙区から立候補し、当選。2008年7月から道議会民主党院内代表を務めた。2010年5月30日に実施された済州特別自治道議会選挙で民主党から立候補し、再選。任期中は道議会運営委員会委員長などを務めた。
2016年4月13日に実施される第20代総選挙に済州特別自治道済州市乙選挙区に立候補するため、共に民主党の予備選に進み現職議員である金宇南を破り、本選ではセヌリ党候補と接戦となったが当選を果たした。2018年9月26日には日本で開催された日韓共同宣言20周年を記念した学術シンポジウムに参加し、韓日議員連盟会長の姜昌一の祝辞を代読し、「過去と未来の間でどのように韓日両国関係を発展させていくかに対する、両指導者の知恵とビジョンが込められている」と述べた。2019年11月3日にASEAN+3首脳会議に参加するためにタイ王国を訪問した文在寅大統領に随行した。
2020年4月15日に実施された第21代総選挙に共に民主党から出馬し、再選を果たした。8月29日に党代表選で当選した李洛淵の側近であったことから、8月31日に党代表秘書室長に任命された。
2022年4月、同年6月の第8回全国同時地方選挙での済州特別自治道知事選への出馬を表明し、同月に国会議員辞職書を提出し、朴炳錫議長の署名により成立した。知事選投票の結果、当選した。
在任中には済州市を西済州市、東済州市に分割し、同時に道内の2つの行政市を廃し、自治権のある3つの基礎自治体を設置する行政区画改編案を推進している。

## 論争
2024年4月に発生した済州島内の複数の焼肉店で脂身ばかりのサムギョプサルが相次いで提供された騒動について、5月2日の記者懇談会で飲食店に対する指導・監督の強化を表明したが、その後に「食文化の差異も勘案しなければ」を付け加えた発言は多くの批判を受けた。

## 親族
曽祖父と祖父は済州島四・三事件の犠牲者である。